# La Grange (Texas)
La Grange je správní město okresu Fayette v Texasu v USA. Rozkládá se na ploše 10,74 km2 při řece Colorado mezi městy Houston a Austin na texaské dálnici č. 71, mírně severovýchodně od centra okresu Fayette. Centrum města má nadmořskou výšku 81 m n. m. Místo má horká léta a mírné zimy, je to údajně šesté nejteplejší město v Texasu.
Počet obyvatel činil v roce 2010 4641 lidí. V roce 2018 byla zdejší populace odhadována na 4632 obyvatel.

## Historie
La Grange vzniklo v období Místokrálovství Nové Španělsko na místě brodu přes řeku Colorado. První angloamerické osídlení tohoto místa pochází z roku 1822. V roce 1826 či 1828 zde kolonista John Henry Moore zbudoval opevněný srub (blockhaus) na ochranu před nájezdy Komančů.
Do roku 1831 vyrostla kolem Mooreova srubu malá osada.
V období existence Texaské republiky se La Grange stalo v roce 1837 sídelním městem tehdy nově vzniklého okresu Fayette. Okres i město obdržely své jméno na počest markýze de La Fayette, který v Americké válce za nezávislost bojoval na straně Američanů, napomáhal Americké revoluci a zemřel v roce 1834. Lafayettův zámek ve Francii, po němž bylo La Grange pojmenováno, je Château de la Grange-Bléneau.
Za přistěhovaleckého přívalu Středoevropanů po revolucích v roce 1848 se město stalo místem, kde se hromadně usazovali Němci následovaní Čechy. Noví osadníci říkali, že jim zdejší kopce a lesy připomínají krajinu v jejich vlasti. I v 21. století je český a německý vliv ve městě stále patrný v mnoha místních zvycích, architektuře a v proslulosti, kterou si město vydobylo tím, jak odmítalo prohibici v letech 1920–1933, neboť pití alkoholu má v české a německé kultuře hlubší sociální tradici. La Grange se koncem 19. století stalo domovem mnoha židovských přistěhovalců, kteří se do Texasu dostali přes přístav Galveston.
V La Grange se nachází řada budov, jež jsou zapsány na seznamu Národního registru historických míst. Město bylo výchozím bodem neúspěšné vojenské operace proti mexickým hraničním osadám známé jako Výprava Mier, kterou v prosinci 1842 uskutečnila texaská domobrana. Její účastníci se sešli u místního pamětihodného dubu, který přežil až do dnešních dní. Výprava byla pojmenována podle mexického města Ciudad Mier ve státě Tamaulipas, v jehož blízkosti se odehrála bitva, kterou Mexičané vyhráli.

## Partnerská města
- Frenštát pod Radhoštěm, Česko
- Olfen, Německo